# 豐紳
豐紳（穆麟德轉寫：Fengšen；1820年—1898年），字漢文，吳扎拉氏，隸滿洲正白旗，吉林駐防。都興阿督江北軍，豐紳守揚州，以戰功歷遷至協領。克寶豐，取寧夏，數度獲勝。因往靈州招撫馬化龍，晉副都統。尋護寧夏將軍。先後平西河、橫城堡，補官錦州，擢黑龍江將軍。其後坐事褫職。光緒間，起復故官，歷綏遠城將軍、江寧將軍。中日甲午戰爭爆發時，出駐通州，事寧回任。二十四年，卒。詔優卹，予建祠。二十五年，御史彭述劾其侵冒，奪卹典。